# Cucut bronzat de pit cremós
El cucut bronzat de pit cremós (Chalcites osculans) és una espècie d'ocell de la família dels cucúlids (Cuculidae) que habita boscos, matolls i vegetació de ribera d'Austràlia.